# Leo Muscato
Leo Muscato (Martina Franca, 12 luglio 1973) è un regista e drammaturgo italiano.

## Biografia
Nato e cresciuto a Martina Franca, si trasferisce a Roma per studiare Lettere e Filosofia all'Università La Sapienza.
Nel corso degli anni universitari entra a far parte della compagnia di Luigi De Filippo.
In seguito, vince il concorso alla Scuola d’arte drammatica Paolo Grassi per studiare regia. In questi stessi anni porta in scena i suoi primi spettacoli.
Nel 2007 l’Associazione Nazionale dei Critici Teatrali gli assegna il premio della critica come miglior regista di prosa.
Nel 2013 l'Associazione Nazionale dei Critici Musicali gli assegna il Premio Franco Abbiati come miglior regista d'opera della stagione 2012.
Nel 2016 la Fondazione Verona per l’Arena gli assegna l’International Opera Awards – Opera Star (Oscar della Lirica) come Miglior Regista.
Nel 2018 gira il suo primo lungometraggio La rivincita. Il film è uno degli otto che fanno parte dell'iniziativa La Rai con il cinema italiano, nata in conseguenza della chiusura delle sale cinematografiche determinata dalle misure di contenimento della pandemia di Covid-19 e con la quale, per la prima volta, film destinati alle sale cinematografiche e pensati per avere una distribuzione tradizionale, hanno RaiPlay come prima piattaforma di lancio. 
Il 2018 è anche l'anno del debutto alla regia teatrale in Germania al Theater Bonn con Serse di Georg Fridrich Händel.
Cura la regia dell'apertura della Stagione Scaligera 2024/25 con La Forza del Destino di Giuseppe Verdi, con la direzione di Riccardo Chailly.

## Filmografia

### Cinema
- La rivincita (2020)
- Naboukko - film TV (2020)

## Teatro

### Regista
- Nati sotto contraria stella di William Shakespeare
- Morte di un commesso viaggiatore di Arthur Miller (2020)
- Non è vero ma ci credo di Peppino De Filippo
- Serse di Georg Friedrich Händel (2018)
- Manola di Margaret Mazzantini (2021)
- Prometeo incatenato, di Eschilo, Siracusa (2023)
- L'ispettore generale di Gogol' (2023)
- Miles gloriosus, di Plauto, Siracusa (2024)
- La forza del destino, di Giuseppe Verdi, Teatro alla Scala, Milano (2024)

## Premi
- 2007 - Premio della critica Miglior regista di prosa, Associazione Nazionale dei Critici Teatrali
- 2013 - Premio Franco Abbiati Miglior regista d'opera, Associazione Nazionale dei Critici Musicali
- 2016 - International Opera Awards – Opera Star (Oscar della Lirica) Miglior Regista, Fondazione Verona